# خسبك
خسبك (بالإنجليزية: Khasbek)‏ هي human-geographic territorial entity تقع في أردبيل في إيران.